# فهرست بزرگراه‌های عراق
عراق دارای شبکه بزرگراهی است که استان‌ها را به هم وصل کرده و هم چنین به کشورهای همسایه؛ ایران، سوریه، عربستان سعودی، ترکیه، کویت وصل شده‌است.

## آزادراه‌ها
- آزادراه ۱
- آزادراه ۲ (در دست ساختمان)

## بزرگراه‌ها
- بزرگراه ۱: بغداد، التاجی، عراق، سامرا، تکریت، موصل، سوریه (قامشلی).
- بزرگراه ۲: بغداد، بعقوبه، Al Khalis، کرکوک، اربیل، موصل، دهوک، زاخو، ترکیه (سیلوپی).
- بزرگراه ۳: بغداد به بعقوبه + اربیل به ایران (پیرانشهر).
- بزرگراه ۴: کرکوک، سلیمانیه، Darbinadikhan، Jalaulah، استان دیاله.
- بزرگراه ۵: بعقوبه، مقدادیه، عراق، استان دیاله، خانقین، ایران (قصر شیرین).
- بزرگراه ۶: بغداد، کوت، عراق، عماره، بصره.
- بزرگراه ۷: کوت، عراق، شطره، ناصریه.
- بزگراه ۸: بغداد، حله، استان قادسیه، سماوه، ناصریه، بصره، کویت.
- بزگراه ۹: کربلا، نجف، استان قادسیه.
- بزرگراه ۱۰: رطبه، اردن.
- بزرگراه ۱۱: بغداد، فلوجه، رمادی، رطبه، سوریه.
- بزرگراه ۱۲: رمادی، هیت (عراق)، حدیثه، کرابله، سوریه (ابوکمال).

## آمار جاده‌ها در عراق
مجموع:۴۵٬۵۵۰ کیلومتر
آسفالت شده:۳۸٬۴۰۰ کیلومتر
آسفالت نشده:۷٬۱۵۰ کیلومتر (در سال ۱۹۹۶)